# آني هال (فلم)
آني هول (بالإنجليزية: Annie Hall) هو فيلم كوميديا رومانسية أمريكي من إنتاج عام 1977 من إخراج وودي آلن الذي شارك في كتابة السيناريو مع مارشال بريكمان، وأنتجه تشارلز إتش جوفي. يؤدي وودي آلن دور البطولة في الفيلم، آلفي سينجر، الذي يحاول اكتشاف أسباب فشل علاقته بالشخصية الرئيسية الأخرى الأنثى التي يحمل عنوان الفيلم اسمها، والذي لعبته ديان كيتون في دور كُتب خصيصًا لها.
بدأ التصوير الرئيسي للفيلم في 19 مايو عام 1976 في ساوث فورك في لونج آيلاند، واستمر دوريًا للأشهر العشرة التالية. وصف آلن النتيجة، التي كانت أول تعاون له مع المصور السينمائي جوردون ويليس، بأنها «نقطة تحول رئيسية»، وذلك خلافًا لأعماله السابقة التي كانت كوميدية حتى ذلك الوقت، إذ قدم آني هول مستوى جديدًا من الجدية. لاحظ الأكاديميون التباين الموضح بين مدينتي لوس أنجلس ونيويورك، والقوالب النمطية للاختلاف في الجنسانية بين الذكر والأنثى، وطريقة تقديم الهوية اليهودية، وعناصر التحليل النفسي وحركة الحداثة.
عُرض فيلم آني هول في مهرجان لوس أنجلس السينمائي عام 1977 وذلك قبل صدوره بشكل رسمي في 20 أبريل من نفس العام. نال الفيلم ثناءً عاليًا وحاز على جائزة الأوسكار لأفضل فيلم، وحصل على جوائز أوسكار في ثلاث فئات أخرى: اثنتان لآلن (أفضل مخرج وأفضل سيناريو أصلي مع بريكمان) والثالثة لديان كيتون كأفضل ممثلة. بالإضافة إلى ذلك، فاز الفيلم بأربع جوائز بافتا وجائزة غولدن غلوب فازت بها ديان كيتون.
يحتل الفيلم المرتبة ال 31 على قائمة معهد الفيلم الأمريكي 100 عام و100 فيلم لأعظم الأفلام في السينما الأمريكية والمرتبة الرابعة على قائمة أعظم أفلام الكوميديا لمعهد الفيلم الأمريكي 100 عام و100 ضحكة، والمرتبة 28 على برافو «الأفلام المئة الأكثر تسلية». سماه الناقد السينمائي روجر إيبرت «فيلم وودي آلن المفضل لدى الجميع تقريبًا».

## الحبكة
يحاول الكوميدي آلفي سينجر أن يفهم سبب انتهاء علاقته مع آني هول قبل عام. خلال نشأته في نيويورك، حيّر والدته بأسئلته المستحيلة حول الفراغ في الوجود، وكان ظهور فضوله الجنسي البريء مبكرًا.
يسمع آلفي وآني صدفًة، خلال الانتظار في الصف للدخول إلى فيلم ذا سوررو آند ذا بيتي، رجلًا آخر يسخر من أعمال فيدريكو فيلليني ومارشال مكلاون، يدخل مكلاون إلى الكادر بدعوة من آلفي ويسخر من فهم هذا الرجل لأعماله. في تلك الليلة وعند عودتهما إلى المنزل، لا تُظهر آني أي اهتمام بممارسة الجنس مع آلفي، ويسترجعان زواجه الأول بآليسون التي لم يمده حماسها بأية متعة. كان زواجه الثاني من كاتبة في نيويورك، التي لم تحب الرياضة ولم تتمكن من بلوغ النشوة الجنسية مع آلفي.
الوضع مختلف مع آني، يستمتع الاثنان بتحضير وجبة من السرطان البحري معًا. يسخر آلفي من آني ومن تاريخها الحافل بمواعدة الرجال غريبي الأطوار. التقى آلفي بآني خلال مباراة تنس مع الأصدقاء، وقادها حديث غريب ومحرج إلى دعوته لتوصيلة وكأس من النبيذ على شرفتها. هناك، ما بدا أنه مجرد تعارف بسيط سطحي، كان عبارة عن تبادل داخلي للمغازلة التصعيدية. تبع موعدهما الأول تجربة غناء لآني في نادي ليلي، يقترح آلفي بعدها أن يتبادلا القبل لإخراج الموضوع من ذهنهما وكي يتمكنا من هضم طعامهما بشكل جيد. يمارسان الحب في تلك الليلة ويسترخي آلفي بالكامل في حين تشعل آني سيجارة حشيش.

## وصلات خارجية
- مقالات تستعمل روابط فنية بلا صلة مع ويكي بيانات